# Limnonectes megastomias
Limnonectes megastomias är en groddjursart som beskrevs av David S. McLeod 2008. Limnonectes megastomias ingår i släktet Limnonectes och familjen Dicroglossidae. Inga underarter finns listade i Catalogue of Life.